# Maison Lebon
La maison Lebon est une maison unifamiliale située dans la rue Jonet à Charleroi (Belgique). Elle a été construite en 1938 par l'architecte Marcel Depelsenaire pour M. Lebon.

## Architecture
Cette petite maison unifamiliale construite par Marcel Depelsenaire en 1938 se caractérise par son volume irrégulier, qui se distingue de l'alignement des façades voisines. Ce bâtiment est sur trois niveaux et alignés avec les autres façades uniquement au rez-de-chaussée. Le bel étage est caractérisé par deux bow-windows inclinés et en saillie, tandis que dans le second on trouve deux balcons couverts par le toit en surplomb. Sa forme irrégulière souligne l'asymétrie du bâtiment aux deux derniers étages, qui est accentuée par l'utilisation d'un revêtement de façade différent. Si le rez-de-chaussée a une brique rouge-brun, le volume irrégulier est caractérisé par une brique jaune. Un autre élément qui définit le style plastique de Marcel Depelsenaire est la combinaison des coins courbes des deux bow-windows avec les coins droits qui caractérisent le deuxième étage..

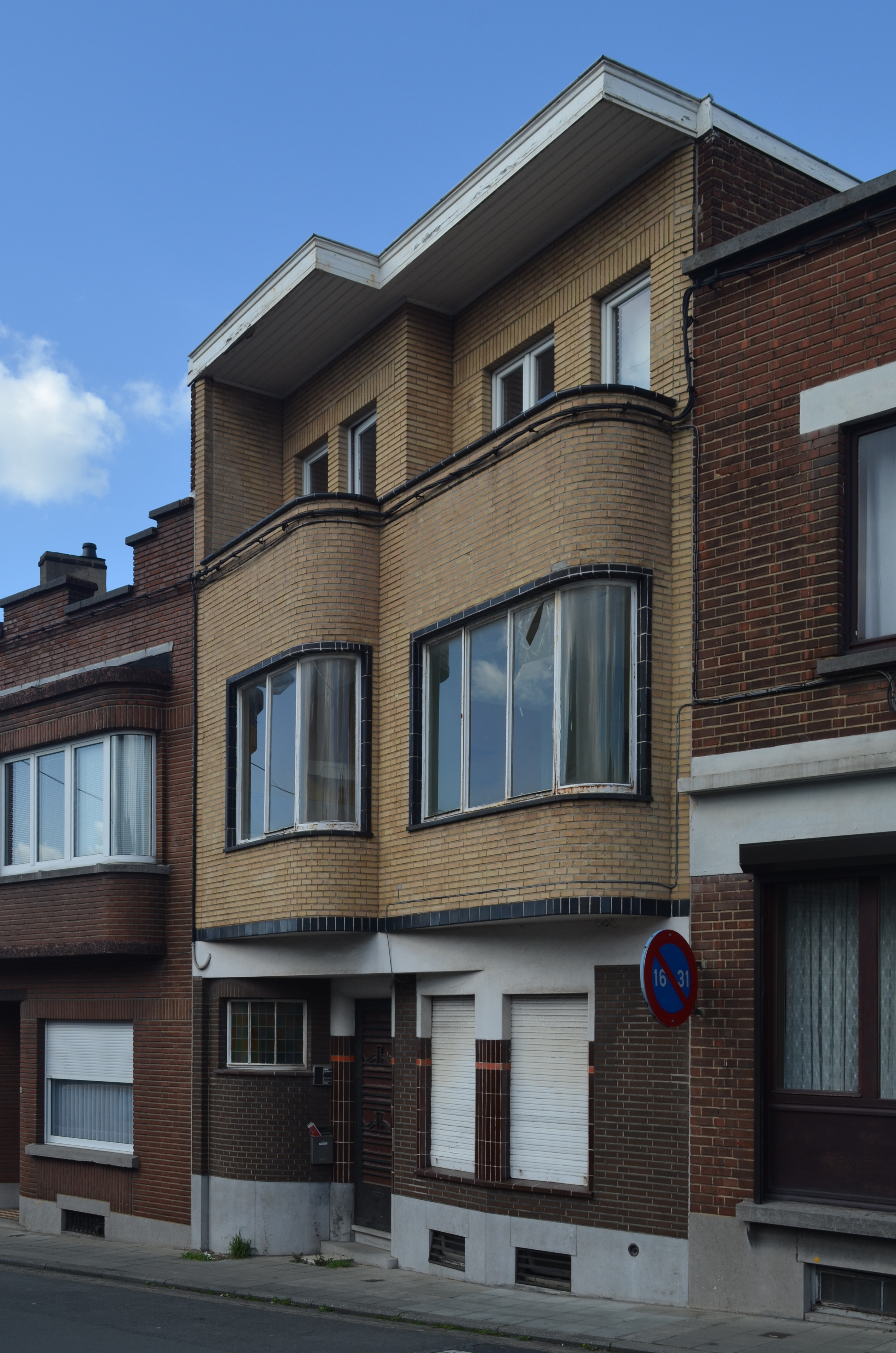
Vue transversale de la façade.
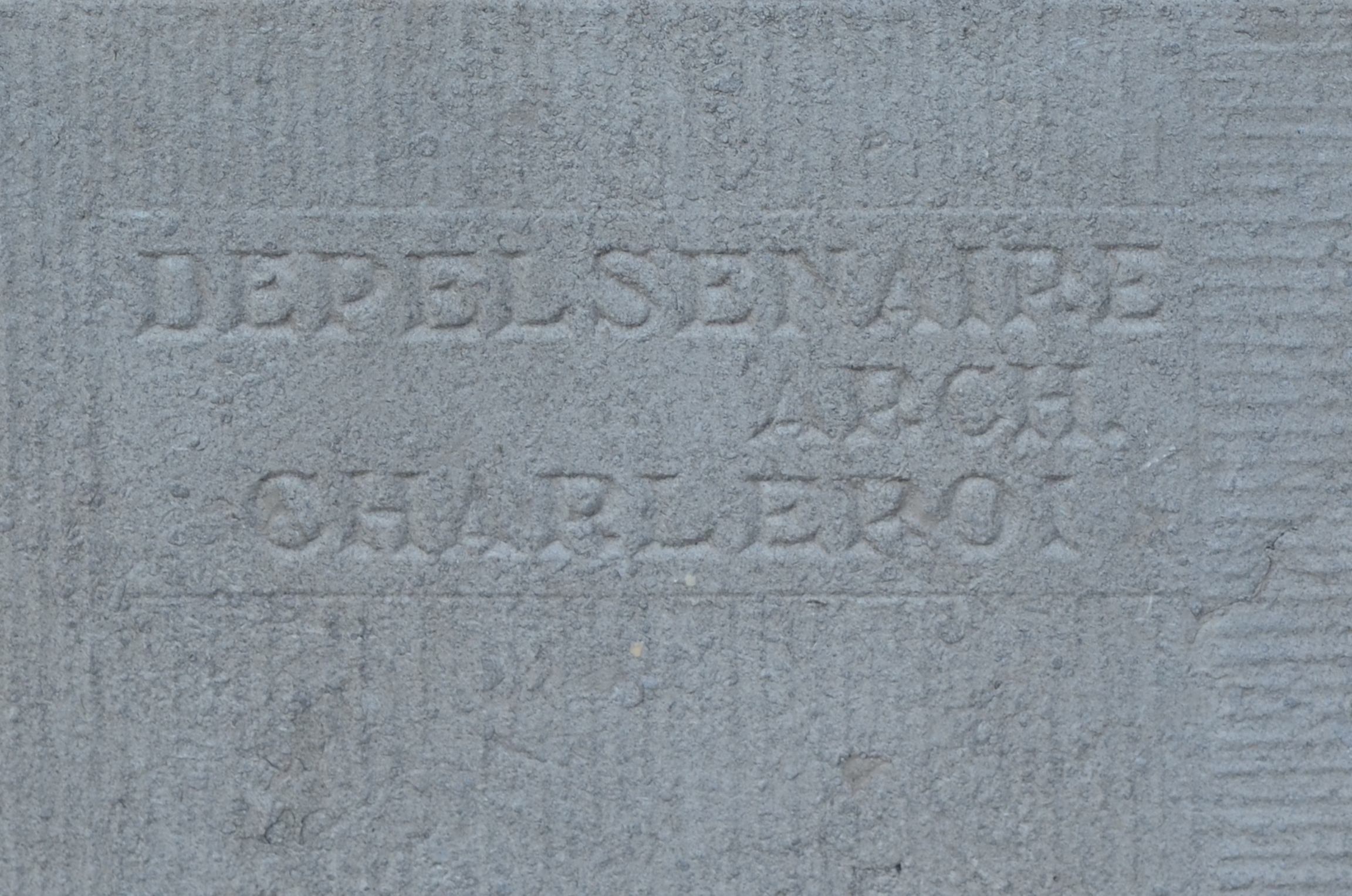
La plaque d'architecte.